# Louis d'Enghien
Louis d'Enghien est un noble brabançon, seigneur d'Enghien, de Ramerupt et Lembeek, comte de Brienne (1360), Lecce et Conversano, duc titulaire d'Athènes (1360), connétable de France après son oncle Gautier de Brienne exécuté en 1356, mort le 17 mars 1394.

## Biographie
Il était le cinquième fils de Gautier III d'Enghien et de la comtesse Isabelle de Brienne, héritière de son frère Gautier IV de Brienne. À la mort de son neveu Gautier IV d'Enghien en 1381, il devient seigneur d'Enghien, comte de Brienne et duc titulaire d'Athènes.
Louis d'Enghien est marié à Giovanna de Sanseverino, fille d'Antonio de Sanseverino, 5e comte de Marsico, et d'Isabelle del Balzo.
Le couple a cinq enfants :
- Antoine, mort à l'âge de 16 ans ;
- Marguerite, après la mort de son frère Antonio, héritière de son père et de ses titres ;
- Yolande, mariée le 3 mai 1384 à Philippe de Bar (né 1372), qui meurt dans une prison turque en 1404, fait prisonnier après la bataille de Nicopolis de 1396 ;
- Isabelle ;
- Hélène, épouse de Pierre d'Acigné, dont au moins une fille Urbane unie à Emmanuel IV de Vintimille Monpezat.

Louis d'Enghien est l'un des membres fondateurs de l'Ordre de la Nef créé par le roi Charles III de Naples en 1381.